# هوة (فارسش)
هوة (بالفارسية: هوه) هي قرية تقع في إيران في البلدة المركزية. يقدر عدد سكانها بـ 39 نسمة بحسب إحصاء 2016.